# Gentlemen's Quarterly
Gentlemen's Quarterly je pánský měsíčník zaměřující se převážně na módu a styl, jídlo, filmy, sex, hudbu, cestování, sport, technologie a knihy. V současné době[kdy?] vychází ve více než třinácti zemích světa.

## Historie
Gentlemen's Quarterly bylo poprvé vydáno v USA v roce 1931 pod názvem Apparel Arts. Časopis byl věnovaný obchodníkům s módou a textiliemi. Zpočátku měl velice limitovaný počet výtisků a byl udržován v obchodních kruzích, aby se nedostal mezi zákazníky. Když pronikl mezi zákazníky, přispěl ke vzniku časopisu Esquire v roce 1933. Esquire je dodnes jedním z největších konkurentů GQ.
V roce 1958 se název změnil na Gentlemen's Quarterly. Časopis vycházel čtvrtletně až do roku 1979, kdy jej koupilo nakladatelství Condé Nast Publications. To ze čtvrtletníku udělalo měsíčník a GQ se začalo zaměřovat na články o módě a stylu, aby uspělo v konkurenčním boji s Esquirem. Vydavatelství se tedy rozhodlo začít vydávat GQ i v dalších zemích světa.
GQ pomohlo také vytvořit obraz metrosexuála, jak jej známe dnes. Vysloužilo si za to značnou kritiku jiných médií. Navzdory tomu však má pořád přibližně stejnou čtenářskou základnu. V roce 2005 se v USA tisklo 824 334 výtisků měsíčně. Britská verze GQ měla v druhé polovině roku 2008 měsíční cirkulaci 130 094 výtisků.